# Teresa Juliana de São Domingos
Teresa Juliana de São Domingos (África Ocidental, às margens do Golfo da Guiné, 1676 – Salamanca, 6 de dezembro de 1748), nascida Tshikaba, cognomizada La Negrita, foi uma religiosa dominicana, professora de catecismo e é Venerável da Igreja Católica.

## Infância
Era a filha mais nova de uma família de reis africanos.
Seu reino era pagão e adorava o Sol. No amanhecer, os habitantes saíam ao encontro do astro-rei com cantos e aclamações rituais.
Tshikaba, diferentemente dos seus conterrâneos, não fazia isso todas as manhãs. Enquanto andava pelos campos, refletia sobre a origem de tudo. Pensava que se havia o Sol no firmamento deveria haver alguém que o tivesse criado. E era esse criador que ela desejava reverenciar. Comunicando isso a seu pai, deixou-o extremamente confuso.
Sempre gostou de caminhar pelo campo, entregando-se a profundas reflexões existenciais sobre a origem do Sol.
Em um dos passeios, teve uma visão. "Levantou os olhos e viu, extasiada, ao lado do manancial, uma senhora de pele alva como a neve, carregando nos braços um belíssimo Menino que, sorrindo, acariciava a cabeça da princesa morena. Ali, por fim, o Divino Infante — o verdadeiro Deus tão almejado — lhe revelou Seus segredos e Sua Mãe Santíssima lhe falou a respeito de sua vida."
Pela sua admirável sabedoria e capacidade de pensamento, seus pais decidiram que seria ela quem os sucederia no governo, notícia dada por seu irmão Juachipiter.Ela tinha apenas 9 anos.

## O sequestro
Algum tempo depois de sua primeira visão, foi passear novamente no campo, mas decidiu ir por outros caminhos. Acabou se perdendo, indo parar num local de onde era possível avistar o mar. Viu ho horizonte um objeto desconhecido. Era um navio espanhol.
Teve outra visão. Um rapaz desconhecido a conduziu pelo braço e a levou para a baira da praia.
Quando voltou a si, viu que o objeto estranho (o navio) acabara de aportar. Quis correr, mas não conseguiu. Quando a tripulação a viu toa adornada de jóias e braceletes, constatou-se que possuía sangue real. levaram-na, enfim, para o navio e retomaram o curso de volta para a Espanha.
Quis pular do navio, mas a Senhora que lhe aparecera no manancial apareceu ao seu lado e não permitiu.
Ao passarem pela Ilha de São Tomé, na  os marinheiros a batizaram, dando-lhe o nome de Teresa.
A viagem terminou no Porto de Sevilha.

## Da chegada na Espanha ao mosteiro
De Sevilha, Teresa foi conduzida a Madri, a fim de ser apresentada ao rei, por ter sangue real. Carlos II, encantado com sua beleza, entregou-a aos cuidados de Pedro de Toledo y Leiva , Marquês de Mancera.
O marquês e sua família trataram da formação e da evangelização de Teresa, o que deu muito certo. Porém a menina despertou a inveja de alguns parentes e da criadagem e era muito maltratada, ocultamente.
O sofrimento era suportado com paciência. Se refuigiava num oratório que continha a imagem de Cristo crucificado. Tinha visões e o próprio Cristo a aconselhava.
Ao manifestar forte inclinação para a vida religiosa, o Marquês a enviou para o Convento de Santa Maria Madalena, da Ordem dominicana da Penitência, em Salamanca.

## A vida do convento
Após algum tempo no convento Teresa entrou em dúvida na sua fé: ficaria no convento e seria uma verdadeira religiosa ou tentaria retornar a seu reino e ser uma rainha propulsora da fé cristã?
Aconselhada e fortalecida pela madre superiora, decidiu ficar e confirmar seus votos religiosos.
No dia 29 de junho de 1704 professou seus votos como terciária da Ordem dominicana, em cerimônia presidida pelo próprio Bispo de Salamanca. Após a cerimônia, teve outra visão: viu São Domingos de Gusmão e uma comitiva celeste, que lhe abençoava com sinais.
Foi designada a cuidar dos doentes.
Sua fama de santidade se espalhou rapidamente por toda a região de Salamanca. Pessoas aos milhares procuravam-na para pedir aconselhamentos e muitos doentes obtiveram a cura por suas orações.
Um de seus milagres mais famosos ocorreu durante a Guerra de Sucessão Espanhola. Salamanca estava sendo pesadamente bombardeada. Irmã Teresa apressou-se em pôr na janela do mosteiro uma estampa de São Vicente Ferrer, do qual era grande devota, a fim de salvar a cidade, o que aconteceu prontamente.

## Morte e santidade
Sofreu por muitos anos de um tumor no joelho, até que no outono de 1748 sofreu um forte ataque de paralisia, que tomou conta de todo o seu corpo.
Faleceu em 6 de dezembro do mesmo ano após receber a Extrema Unção.
No momento de sua morte, outro milagre aconteceu. Sua pele ficou branca como a neve por alguns instantes e seu corpo exalava perfume.
Seus restos mortais ainda estão no mesmo convento até hoje. Seu processo de beatificação está em estágio bastante avançado.